# Кодорський хребет
Кодорський хребет (груз. კოდორის ქედი) — гірський хребет на північному заході Грузії на межі Абхазії та Самегрело-Земо-Сванеті.

## Характеристика
Кодорський хребет — найдовший (близько 100 км) і найрозгалуженіший хребет Абхазії. Він відходить від Головного Кавказького хребта на схід від вершини Гвандра і супроводжує річку Кодорі до Чорного моря. У північній частині хребет служить вододілом найбільших річок Західного Кавказу- Кодорі і Інгурі та кордоном Абхазії і Сванетії. У середній частині хребет розгалужується. Кордон Абхазії проходить по східній гілці — хребту Акіба, між гілками — водозбір великої річки Галідзгі.
Лінія гребеня Кодорського хребта має різкі злети і падіння. На південь від перевалу Мемулі (3000 м) гребінь піднімається до висоти головної вершини цієї ділянки — гори Могуашірха (3850 м) і після гори Харіхра (3706 м) різко падає до перевалу Хіда (2600 м). На цій ділянці Кодорського хребта, складеного міцними гранітами (протяжністю 7 км), розташовані 11 льодовиків басейну Кодорі, найбільший з них долинний льодовик Ачапара має довжину понад 2 км. Тут немає перевалів нижче 3000 м.
Далі гребінь різко знижується майже на 1000 м. Згладжений, зелений, він тягнеться 18 км до гори Східна Гарва (2708 м). Тут хребет складений м'якими глинистими сланцями, в ньому прості перевали у Сванетію — Хіда і Каламра (2200 м). Схили здавна освоєні пастухами, усюди стежки (навіть по самому хребту), на альпійських луках біля витоків води ліпляться кошари.
Наступна ділянка хребта — центральна (завдовжки 26 км), між вершинами Східна Гарва і Вовцке (2408 м). Середня висота 2830 м, головна вершина Ходжал-3309 м. Навколо неї залягають 5 льодовиків, в усі боки розходяться лісисті долини, через низьку (до 1700 м) перемичку Бахунджара відгалужується хребет Акіба. У верхів'ях річок Врамба та Галідзгі видно сліди потужного стародавнього заледеніння. За цим долинах льодовики спускалися від відміток 1550—1800 м. Зараз в альпійській зоні, в ложбинах давніх льодовиків спочиває кілька озер. Найбільші — Адуада-Адзиш, Орка-Цкалі і Деріквара-Адзиш.
На захід від гори Вовцке Кодорський хребет поступово знижується і сходить нанівець до Чорного моря. Середня висота цієї ділянки, що складена вапняками, близько 2000 м. Значна частина гребеня покрита лісами. У вапняках розвинений карст.

## Туризм
Кодорський хребет ще не освоєний туристами. Кілька дослідницьких походів показали величезні можливості для туризму і притягальну силу цих гір. Тут багато яскравих пам'яток природи: колхідські ліси, карстові печери (саме тут, у південній основі Кодорської хребта, біля селища Отап знаходиться знаменита печера Абрскіла), теплі мінеральні джерела на річці Галідзгі. Є унікальні історичні пам'ятки: собор в селищі Моква, руїни фортеці племені апсилів на горі Пскал, давнє святилище пастухів на горі Ламкац, залишки Келасурської стіни на схилах гір. Дослідницькі маршрути вимагають особливої підготовки: потрібно зібрати докладні відомості про стежки, характер місцевості, джерела води, лісові хащі, намітити цілі і запасні варіанти проходження маршрутів.

### Топографічні карти
- K37-048 Ткварчелі
- K38-025 Сгуріші

| Грузія | Це незавершена стаття з географії Грузії. Ви можете допомогти проєкту, виправивши або дописавши її. |